# Beauvoisin (Drôme)
Beauvoisin è un comune francese di 197 abitanti situato nel dipartimento della Drôme della regione dell'Alvernia-Rodano-Alpi.

## Società

### Evoluzione demografica
Abitanti censiti